# Lista jednostek Royal Australian Navy straconych w czasie II wojny światowej

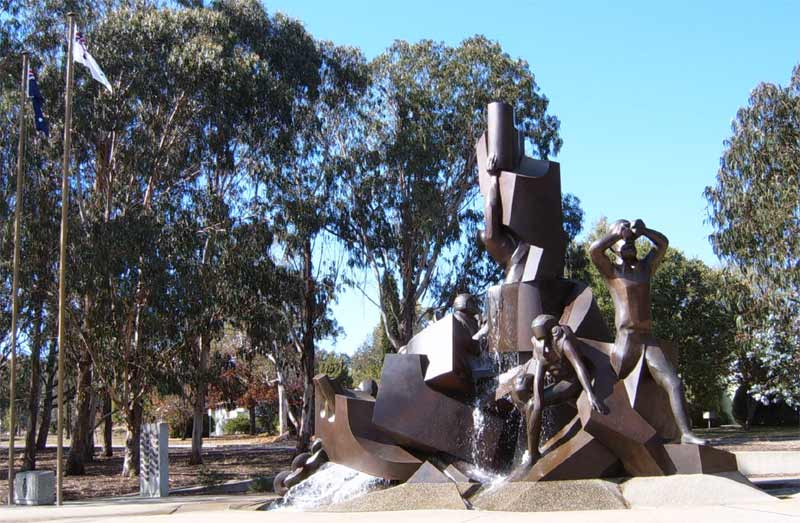
Pomnik Royal Australian Navy Memorial w Canberze

Lista jednostek Royal Australian Navy straconych w czasie II wojny światowej – lista wszystkich okrętów i jednostek pomocniczych Royal Australian Navy straconych w czasie II wojny światowej. Lista zawiera wszystkie jednostki, zarówno te stracone w wyniku bezpośrednich działań nieprzyjaciela, jak i te stracone w wypadkach. W liście zawarty jest także HMAS „Warrnambool” który zatonął po wejściu na minę 13 września 1947 ale oficjalnie zaliczany jest do strat wojennych.
W czasie wojny łącznie zginęło 219 oficerów i 1951 marynarzy RAN-u, z czego w wyniku bezpośrednich akcji nieprzyjaciela zginęło 113 oficerów i 1603 marynarzy RAN-u.

## Lista
| Nazwa                  | Data zatopienia           | Uwagi |
| ---------------------- | ------------------------- | --- |
| HMAS „Adele”           | 7 maja 1943(dts)          | Okręt dozoru portu, stracony w sztormie.                                                                                         |
| HMAS „Armidale”        | 1 grudnia 1942(dts)       | Korweta typu Bathurst, zatopiona przez japońskie okręty.                                                                         |
| HMAS „Canberra”        | 9 sierpnia 1942(dts)      | Krążownik typu Kent, zatopiony w bitwie pod Savo.                                                                                |
| HMAS „Fauro Chief”     | 16 maja 1945(dts)         | Okręt pomocniczy, zatonął po runięciu mola.                                                                                      |
| HMAS „Geelong”         | 18 kwietnia 1944(dts)     | Korweta typu Bathurst, zatopiony po kolizji z tankowcem „Yank”.                                                                  |
| HMAS „Gladmor”         | 17 października 1942(dts) | Okręt pomocniczy, spłonął w pożarze.                                                                                             |
| HMAS „Goorangai”       | 20 listopada 1940(dts)    | Trałowiec pomocniczy, zatopiony po kolizji z HMAS „Duntroon”.                                                                    |
| „Hulda”                | 22 września 1943(dts)     | Okręt pomocniczy, zatopiony przez japońskie samoloty                                                                             |
| „Karalee”              | 5 marca 1943(dts)         | Lichtuga, uszkodzona w nalocie na Darwin.                                                                                        |
| „Kelat”                | 24 lutego 1942(dts)       | Hulk, uszkodzony w nalocie na Darwin.                                                                                            |
| HMAS „Kuttabul (1922)” | 1 czerwca 1942(dts)       | Hulk mieszkalny, zatopiony w ataku na Sydney.                                                                                    |
| HMAS „Lolita”          | 13 czerwca 1945(dts)      | Okręt pomocniczy, zatonął w wyniku eksplozji i pożaru.                                                                           |
| HMAS „Marlean”         | 12 grudnia 1944(dts)      | Okręt pomocniczy, spłonął w pożarze.                                                                                             |
| HMAS „Maroubra”        | 10 maja 1943(dts)         | Okręt pomocniczy, zatopiony przez japońskie samoloty.                                                                            |
| HMAS „Matafele”        | 20 czerwca 1944(dts)      | Okręt pomocniczy, przybliżona data zatonięcia z nieznanych przyczyn, prawdopodobnie zatopiony przez japoński okręt podwodny.     |
| HMAS „Mavie”           | 19 stycznia 1942(dts)     | Okręt pomocniczy, zatopiony w nalocie na Darwin.                                                                                 |
| „ML430”                | 13 sierpnia 1944(dts)     | Ścigacz typu Fairmile B, zatonął po omyłkowym ostrzelaniu przez „ML819”.                                                         |
| „ML827”                | 20 listopada 1944(dts)    | Ścigacz typu Fairmile B, zatonął na holu po wcześniejszych uszkodzeniach.                                                        |
| HMAS „Nereus”          | 2 lipca 1942(dts)         | Okręt pomocniczy, spłonął w pożarze.                                                                                             |
| HMAS „Nestor”          | 16 czerwca 1941(dts)      | Niszczyciel typu N, zatopiony przez włoskie samoloty na Morzu Śródziemnym.                                                       |
| HMAS „Parramatta”      | 27 listopada 1941(dts)    | Slup typu Grimsby, storpedowany przez U-559                                                                                      |
| HMAS „Patricia Cam”    | 22 stycznia 1943(dts)     | Okręt pomocniczy, zatopiony przez japońskie samoloty.                                                                            |
| HMAS „Perth”           | 1 marca 1942(dts)         | Krążownik typu Leander, zatonął w bitwie w Cieśninie Sundajskiej.                                                                |
| HMAS „Siesta”          | 1 marca 1943(dts)         | Okręt pomocniczy, spłonął w pożarze.                                                                                             |
| HMAS „Silver Cloud”    | 12 lipca 1943(dts)        | Okręt pomocniczy, uszkodzony w pożarze, sprzedany na złom                                                                        |
| HMAS „Sirocco”         | 26 stycznia 1942(dts)     | Okręt pomocniczy, spłonął w pożarze.                                                                                             |
| HMAS „Starfish”        | 7 września 1943(dts)      | Okręt pomocniczy, uszkodzony po wejściu na mieliznę.                                                                             |
| HMAS „Steady Hour”     | 3 marca 1945(dts)         | Okręt pomocniczy, spłonął w pożarze.                                                                                             |
| HMAS „Sydney”          | 19 listopada 1941(dts)    | Krążownik typu Leander, zatopiony w bitwie z HSK „Kormoranem”.                                                                   |
| HMAS „Terka”           | 26 marca 1945(dts)        | Okręt pomocniczy, zatonął z nieznanych przyczyn.                                                                                 |
| „Uribes”               | 3 lipca 1942(dts)         | Okręt pomocniczy, zatonął po wejściu na skały.                                                                                   |
| HMAS „Vampire”         | 9 kwietnia 1942(dts)      | Niszczyciel typu V, zatopiony przez japońskie samoloty.                                                                          |
| HMAS „Voyager”         | 23 września 1942(dts)     | Niszczyciel typu V, wszedł na skały, zatopiony przez japońskie samoloty.                                                         |
| HMAS „Wallaroo”        | 11 czerwca 1943(dts)      | Korweta typu Bathurst, zatopiona po kolizji z SS „Henry Gilbert Costin”.                                                         |
| HMAS „Warrnambool”     | 13 września 1947(dts)     | Korweta typu Bathurst, zatonęła po wejściu na minę, oficjalnie uznawana za okręt stracony w wyniku działań wojennych (war loss). |
| HMAS „Watcher”         | 9 maja 1945(dts)          | Okręt pomocniczy, zatonął po wejściu na skały.                                                                                   |
| HMAS „Waterhen”        | 29 czerwca 1941(dts)      | Niszczyciel typu V, zatopiony przez samoloty na Morzu Śródziemnym.                                                               |
| „Yampi Lass”           | 11 kwietnia 1943(dts)     | Okręt pomocniczy, zatonął w sztormie.                                                                                            |
| HMAS „Yarra”           | 4 marca 1942(dts)         | Slup typu Grimsby, zatonął w bitwie z japońskimi okrętami.                                                                       |